# Yuki Maki
Yuki Maki (巻 佑樹, Maki Yuki) est un footballeur japonais né le 26 juin 1984. Il est attaquant.
Yuki Maki est le frère de Seiichiro Maki, footballeur qui a participé à la Coupe du monde 2006, et de Karina Maki, handballeuse qui a participé au championnat du monde 2011.

## Biographie
Avec le club du Nagoya Grampus, il dispute huit matchs en Ligue des champions d'Asie. Lors de cette compétition, il inscrit un but contre l'équipe sud-coréenne d'Ulsan Hyundai.

## Palmarès
- Champion du Japon en 2010 avec le Nagoya Grampus